# 杉浦悠太
杉浦 悠太（すぎうら ゆうた、2001年9月12日 - ）は、愛知県高浜市出身の日本のプロゴルファー。

## 経歴
ゴルフ好きの父・博倫の手ほどきで3歳からゴルフを始め、小学6年間は少年野球との二刀流。高校は福井工業大学附属福井高等学校に進学。2年時の2018年『日本ジュニアゴルフ選手権競技』（男子15歳〜17歳の部）で1学年上の中島啓太らを抑えて優勝する。翌年にはナショナルチーム入りを果たし、2023年までの5年間にわたって活躍、キャプテンも務めた。
日本大学に進学後の3年時の2022年には『ノムラカップアジア太平洋アマ』で個人1位に輝き、日本の団体優勝に大きく貢献した。同年、伝統ある『日本オープンゴルフ選手権競技』ではアマで優勝した蟬川泰果に注目が集まる中、見事3位に入る。4年時の2023年の『パンパシフィック大学ゴルフスーパーリーグ』で個人、団体の2冠。
2023年9月、ABEMAツアー『ダンロップフェニックスチャレンジ」で最終日に64をマークし、9位からの大逆転で史上8人目のアマチュア優勝を飾る。この勝利により、同年のレギュラーツアー『ダンロップフェニックス』への出場権を獲得。大会2日目に単独首位に立つとそのまま逃げ切ってツアー史上7人目（1973年以降）、大会初のアマチュア優勝の快挙を成し遂げると、その日の表彰式の場でプロ転向を表明。これにはアマで出場したため、優勝賞金4000万円は受け取れないが、この場でプロになると決めるなら、副賞の「メルセデスベンツ EQS450 4MATIC SUV」や、宮崎牛一頭分など、豪華賞品はいただけるという。「ぜひ受け取っていただきたい」と、主催者からの申し出であったが、もともとは次々週にQTサードも受験するつもりで、近々の予定ではあったが、すぐこの場で、となるとは思っておらずに戸惑った。父親には「悠太がなりたいと思うときになればいい」と任されていたが、「監督には一度聞いてみないと」と、本人が言うが早いか、スタッフが和田光司日本大学ゴルフ部監督にその場で電話。「いいよ、ぜんぜんかまわない」とあっさりと返ってきた。それよりなにより「人生、変わるぞ。来週も、再来週も、出てまた優勝しちゃえ」と、本人以上に前のめり。恩師の威勢に押されてすぐその場でプロ転向届けにサインした。翌週の『カシオワールドオープン』でプロデビュー。
2024年の『日本プロゴルフ選手権大会』を通算18アンダーでプロ初優勝をメジャー大会で飾る。大会史上5人目の初出場初優勝でプロ12試合目での制覇は大会史上最速記録となった。

## 主な記録

### ツアー優勝(2)
| No. | Date                    | Tournament                         | スコア                 | 2位との差 | 2位（タイ）       |
| --- | ----------------------- | ---------------------------------- | ---------------------- | --------- | ----------------- |
| 1   | 2023年11月16日-11月19日 | ダンロップフェニックストーナメント | −12（64-68-69-71=272） | 3打       | 蟬川泰果 中島啓太 |
| 2   | 2024年7月4日-7月7日     | 日本プロゴルフ選手権大会           | −18（65-66-65-72=268） | 1打       | 稲森佑貴 蟬川泰果 |

### ABEMAツアー(1)
- ダンロップフェニックストーナメントチャレンジ in ふくしま 2023[注 2]